# Ferdinand von Wimmer
Ferdinand Freiherr von Wimmer (* 18. Dezember 1860 in Persenbeug; † 3. November 1919 in Achenkirch) war k. k. Finanzminister in der Zeit des Ersten Weltkriegs, von 23. Juni 1917 bis 11. November 1918.

## Leben
Ferdinand Wimmer wurde am 18. Dezember 1860 in Persenbeug (Niederösterreich) geboren. Nach seinem Doktorat der Rechtswissenschaften 1888, machte er ein Praktikum beim Gericht und fand ein Jahr später eine Anstellung in der Finanzprokatur. Am 4. Juli 1891 wurde Wimmer in das k.u.k. Finanzministerium übernommen, in welchem er sich bis zum Ministerialrat hocharbeitete. 1906 scheint er in Protokollen als Regierungskommissär auf, vier Jahre später wird er Sektionschef.
Bei den Verhandlungen um die Verlängerung des Bankprivilegs hatte er schon eine höhere Stellung inne. Nach deren erfolgreichem Abschluss wurde er von Kaiser Franz Joseph in den Ritterstand erhoben. Am 23. Juni 1917 wurde er schließlich zum Leiter des Finanzministeriums Cisleithaniens ernannt und am 30. August zum Finanzminister. Im Zuge dessen wurde er von Karl I. mit dem Freiherrnstand ausgezeichnet.
Ferdinand von Wimmer heiratete am 14. August 1884, Emma Huber und mit dieser drei Kinder, einen Sohn (Lothar Wimmer) und zwei Töchter.
Über die erlassenen Kriegsanleihen unter Wimmer schreibt dessen damaliger Sekretär Friedrich von Kleinwaechter: „So blieb nichts anderes übrig, als weitere Schulden zu machen in der Form der Kriegsanleihen. Dass eine solche Finanzwirtschaft schließlich in Inflation mündet, wussten wir. Aber wenn man nicht auf Gnade oder Ungnade die Waffen strecken wollte, gab´s keinen anderen Weg.“
Wimmer blieb bis zwei Wochen vor Ausrufung der Republik Deutschösterreich als Finanzminister tätig.
Am 6. März 1919 wurde er Vizegouverneur der Österreichisch-Ungarischen Bank.
Nur etwa sechs Monate nach seiner Einsetzung als Vizegouverneurs verstarb Ferdinand Freiherrn von Wimmer am 3. November 1919 in Achenkirchen in Tirol, wo er sich eigentlich vom harten Arbeitsleben erholen wollte.